# Cutthroat Island (datorspel)
Cutthroat Island utkom 1995 och är ett actionäventyr-plattforms-spel utgivet till olika konsoler, och baserat på filmen med samma namn.

## Handling
År 1619 angreps spanska handelsfartyget "Santa Susanna" av piratskeppet "Sea Devil", som dock förliste i storm utanför den då obebodda ön Cutthroat Island. Bara en besättningsman tog sig levande från ön, Fingers Adams. Innan sin död ritade han en karta, och delade upp den i olika bitar som han gav till sina arvingar.
År 1688 har den kvinnliga piraten Morgan Adams en del av kartan, och söker efter övriga bitar i hopp om att finna skatten.

### Fotnoter
1. ↑  ”Cutthroat Island” (på engelska). Mobygames. http://www.mobygames.com/game/cutthroat-island. Läst 14 maj 2014.